# رالی ایتالیا ساردینیا ۲۰۲۲
رالی ایتالیا ساردینیا ۲۰۲۲ یک رویداد اتومبیل رانی برای خودروهای رالی بود که از ۲ تا ۵ ژوئن ۲۰۲۲ برگزار شد. این رویداد نوزدهمین دوره مسابقات رالی ایتالیا ساردینیا بود. این رویداد پنجمین دور از رالی قهرمانی جهان ۲۰۲۲، مسابقات قهرمانی رالی جهان ۲ و قهرمانی رالی جهان ۳ بود. این رویداد در آلگرو در ساردینیا برگزار شد و بیش از بیست و یک مرحله ویژه که مسافت رقابتی ۳۰۷٫۹۱ کیلومتر (۱۹۱٫۳۳ مایل) را پوشش می‌داد، برگزار شد.